# Dorami-chan: Hello kyōryū kids!!
Dorami-chan: Hello kyōryū kids!! és un curtmetratge de Doraemon del 1993, dirigit per Keiichi Hara. Protagonitzat per Dorami, va ser emés per À Punt en dos episodis, amb el nom Hola, Dinosaure.

## Trama
Per tal de descobrir si els pardals realment deriven de determinades espècies de dinosaures, Dorami utilitza la màquina del temps per tal de viatjar des del segle xxii fins a l'època prehistòrica, juntament amb Sewashi i els descendents de Gegant i Suneo. En el passat, a més de confirmar la seua tesi, també hauran de fer front a algunes espècies de dinosaures molt perilloses.

## Distribució
El curtmetratge es va projectar als cinemes japonesos el 6 de març de 1993, juntament amb Doraemon: Nobita to buruki no labyrinth.
El títol internacional del curt és Hello, Dynosis Kids.